# Lor
Pour l’article homonyme, voir Lor (Syunik).
Pour l'ethnie d'Iran, voir Lors.
Lor est une commune française située dans le département de l'Aisne, en région Hauts-de-France.

## Géographie
- 1Carte dynamique
- 2Carte OpenStreetMap
- 3Carte topographique
- 4Carte avec les communes environnantes

La commune de Lor est située quasiment à l'intersection de trois départements : l'Aisne, son département, les Ardennes et la Marne. Elle est d'ailleurs quasiment à égale distance de Laon, préfecture de l'Aisne, de Reims, sous-préfecture de la Marne et de Rethel, sous-préfecture des Ardennes. Cette petite commune d'un peu plus de 100 habitants se repeuple petit à petit grâce à sa proximité de Reims. Située en pleine Champagne pouilleuse, elle vit principalement de ses cultures céréalières et d'élevage intensif.
|              | Nizy-le-Comte           |          |
| La Malmaison | Lor                     | Le Thour |
|              | Villers-devant-le-Thour |          |

### Hydrographie
La commune est située dans le bassin Seine-Normandie. Elle est drainée par le ru du Bas Bois,.

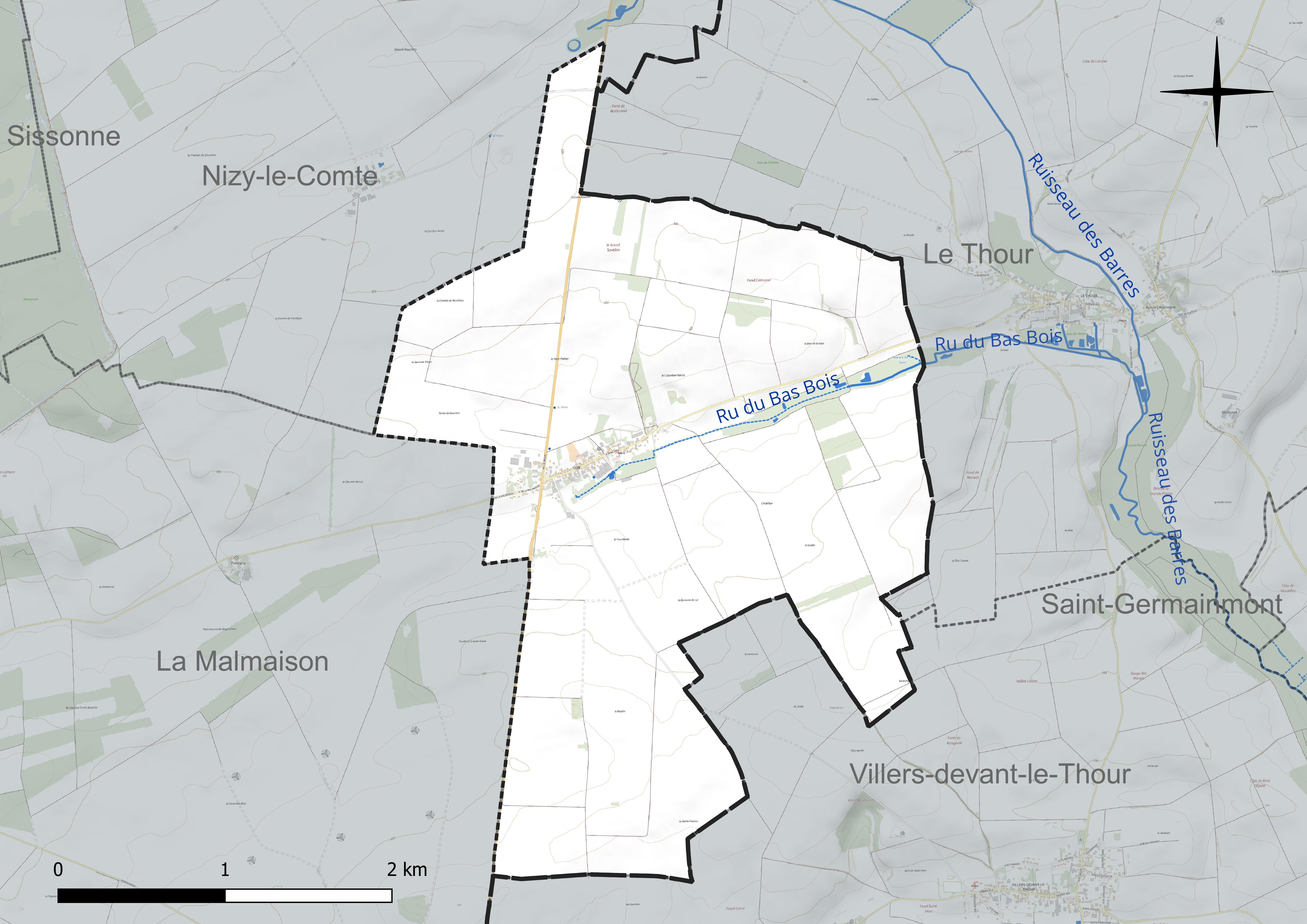
Réseau hydrographique de Lor.

### Climat
Pour des articles plus généraux, voir Climat des Hauts-de-France et Climat de l'Aisne.
En 2010, le climat de la commune est de type climat océanique dégradé des plaines du Centre et du Nord, selon une étude du CNRS s'appuyant sur une série de données couvrant la période 1971-2000. En 2020, Météo-France publie une typologie des climats de la France métropolitaine dans laquelle la commune est exposée à un climat océanique altéré et est dans la région climatique Nord-est du bassin Parisien, caractérisée par un ensoleillement médiocre, une pluviométrie moyenne régulièrement répartie au cours de l'année et un hiver froid (3 °C).
Pour la période 1971-2000, la température annuelle moyenne est de 10,2 °C, avec une amplitude thermique annuelle de 15,5 °C. Le cumul annuel moyen de précipitations est de 733 mm, avec 12,1 jours de précipitations en janvier et 8,6 jours en juillet. Pour la période 1991-2020, la température moyenne annuelle observée sur la station météorologique la plus proche, située sur la commune de La Selve à 6 km à vol d'oiseau, est de 10,8 °C et le cumul annuel moyen de précipitations est de 710,7 mm,. Pour l'avenir, les paramètres climatiques de la commune estimés pour 2050 selon différents scénarios d'émission de gaz à effet de serre sont consultables sur un site dédié publié par Météo-France en novembre 2022.

## Urbanisme

### Typologie
Au 1er janvier 2024, Lor est catégorisée commune rurale à habitat dispersé, selon la nouvelle grille communale de densité à 7 niveaux définie par l'Insee en 2022.
Elle est située hors unité urbaine. Par ailleurs la commune fait partie de l'aire d'attraction de Reims, dont elle est une commune de la couronne,. Cette aire, qui regroupe 294 communes, est catégorisée dans les aires de 200 000 à moins de 700 000 habitants,.

### Occupation des sols
L'occupation des sols de la commune, telle qu'elle ressort de la base de données européenne d'occupation biophysique des sols Corine Land Cover (CLC), est marquée par l'importance des territoires agricoles (97,1 % en 2018), en diminution par rapport à 1990 (100 %). La répartition détaillée en 2018 est la suivante : 
terres arables (93,6 %), zones agricoles hétérogènes (3,5 %), zones urbanisées (2,9 %).
L'évolution de l'occupation des sols de la commune et de ses infrastructures peut être observée sur les différentes représentations cartographiques du territoire : la carte de Cassini (XVIIIe siècle), la carte d'état-major (1820-1866) et les cartes ou photos aériennes de l'IGN pour la période actuelle (1950 à aujourd'hui).

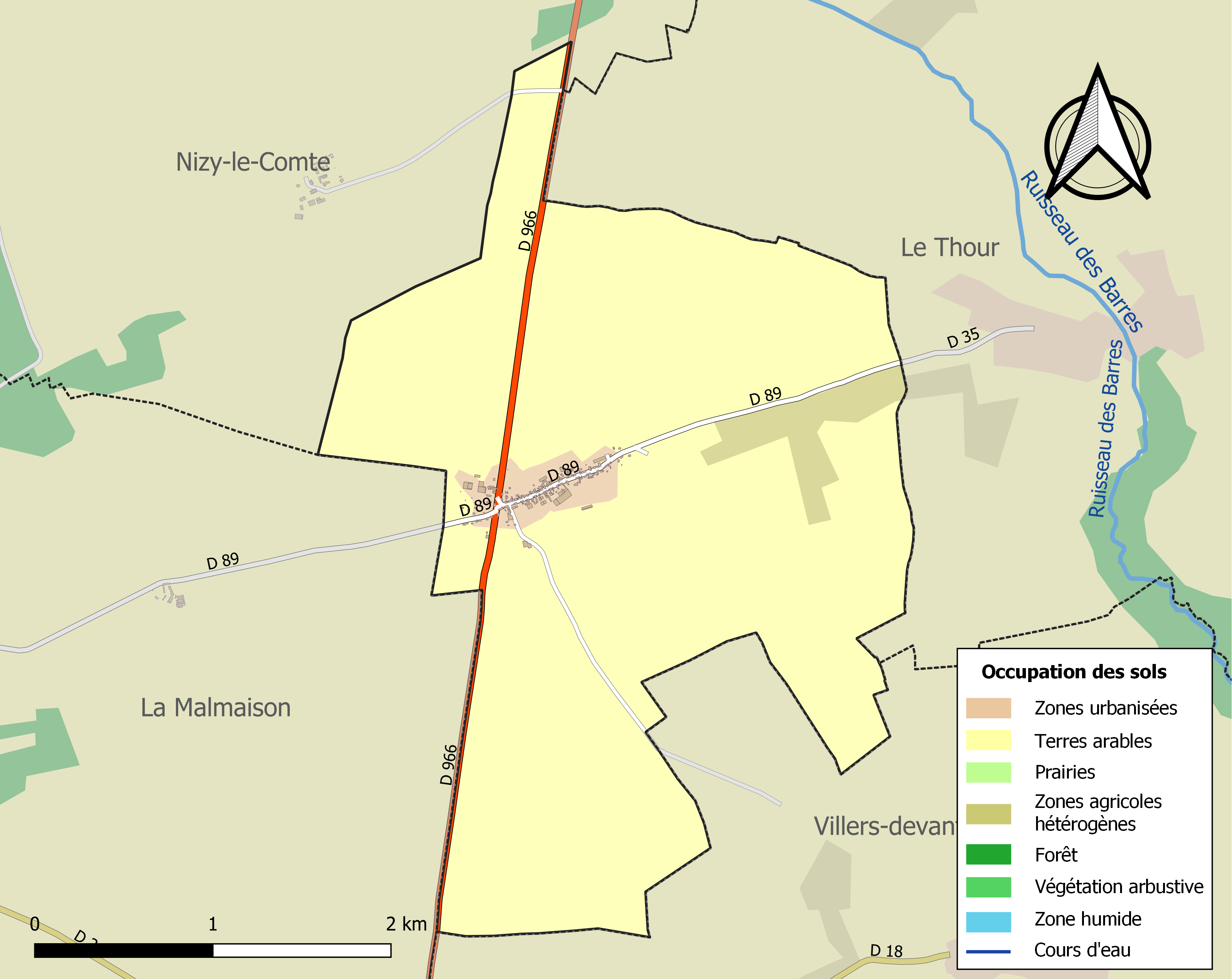
Carte de l'occupation des sols de la commune en 2018 (CLC).

## Toponymie
Attestée sous la forme Ortus en 1183.
De l'ancien français hort, issu du latin hortus « jardin ».

## Histoire
L'histoire de la commune remonterait au Moyen Âge. L'église actuelle est bâtie sur le même site que l'église d'origine, une belle maison d'habitation en bordure de l'ex-route nationale a remplacé le château.

## Politique et administration

### Découpage territorial
La commune de Lor est membre de la communauté de communes de la Champagne Picarde, un établissement public de coopération intercommunale (EPCI) à fiscalité propre créé le 22 décembre 1995 dont le siège est à Saint-Erme-Outre-et-Ramecourt. Ce dernier est par ailleurs membre d'autres groupements intercommunaux.
Sur le plan administratif, elle est rattachée à l'arrondissement de Laon, au département de l'Aisne et à la région Hauts-de-France. Sur le plan électoral, elle dépend du canton de Villeneuve-sur-Aisne pour l'élection des conseillers départementaux, depuis le redécoupage cantonal de 2014 entré en vigueur en 2015, et de la première circonscription de l'Aisne  pour les élections législatives, depuis le dernier découpage électoral de 2010.

### Administration municipale
| Période                                  | Période                       | Identité     | Étiquette | Qualité                                     |
| ---------------------------------------- | ----------------------------- | ------------ | --------- | ------------------------------------------- |
| Les données manquantes sont à compléter. |                               |              |           |                                             |
| mars 2001                                | En cours (au 12 juillet 2020) | Didier Féron | DVD       | Agriculteur Réélu pour le mandat 2020-2026, |

## Démographie
L'évolution du nombre d'habitants est connue à travers les recensements de la population effectués dans la commune depuis 1793. Pour les communes de moins de 10 000 habitants, une enquête de recensement portant sur toute la population est réalisée tous les cinq ans, les populations de référence des années intermédiaires étant quant à elles estimées par interpolation ou extrapolation. Pour la commune, le premier recensement exhaustif entrant dans le cadre du nouveau dispositif a été réalisé en 2008.

En 2022, la commune comptait 139 habitants, en évolution de −4,14 % par rapport à 2016 (Aisne : −1,97 %, France hors Mayotte : +2,11 %).
| 1793 | 1800 | 1806 | 1821 | 1831 | 1836 | 1841 | 1846 | 1851 |
| ---- | ---- | ---- | ---- | ---- | ---- | ---- | ---- | ---- |
| 213  | 207  | 213  | 221  | 254  | 288  | 260  | 295  | 285  |

| 1856 | 1861 | 1866 | 1872 | 1876 | 1881 | 1886 | 1891 | 1896 |
| ---- | ---- | ---- | ---- | ---- | ---- | ---- | ---- | ---- |
| 283  | 261  | 252  | 241  | 239  | 244  | 235  | 240  | 223  |

| 1901 | 1906 | 1911 | 1921 | 1926 | 1931 | 1936 | 1946 | 1954 |
| ---- | ---- | ---- | ---- | ---- | ---- | ---- | ---- | ---- |
| 173  | 179  | 183  | 136  | 144  | 155  | 141  | 145  | 163  |

| 1962 | 1968 | 1975 | 1982 | 1990 | 1999 | 2006 | 2008 | 2013 |
| ---- | ---- | ---- | ---- | ---- | ---- | ---- | ---- | ---- |
| 148  | 143  | 135  | 113  | 111  | 122  | 138  | 142  | 149  |

| 2018 | 2022 | - | - | - | - | - | - | - |
| ---- | ---- | - | - | - | - | - | - | - |
| 139  | 139  | - | - | - | - | - | - | - |

## Lieux et monuments
- Église Saint-Rémi

## Héraldique
| Blason de Lor | Blason  | Coupé mi-parti en chef: au 1 de sable au lion d'argent, armé, lampassé et couronné de sinople, au 2 d'azur à une colombe en vol d'argent tenant dans son bec la sainte Ampoule d'or, au 3 de sinople à sept épis de blés, empoignés en éventail et liés d'or. |
| Blason de Lor | Détails | Créé par JF Binon. Sur site de l'Annuaire des Collectivités, 2025. |